# 169
169（一百六十九）是168與170之間的自然數。

## 数学性质
- 合數，正因數有1、13和169。
質因數分解為{\displaystyle 13^{2}}。
- 虧數，真因數和為14，虧度為155。
- 第56個半質數。前一個為166、下一個為177。
- 第13個平方數，為13的平方。前一個為144、下一個為196。
- 第7個佩爾數。前一個為70、下一個為408。
- 第79個十进制的等數位數。前一個為167、下一個為173。
- 第8個中心六邊形數
- 相反數-169為殭屍數，即位數和（首位含負號）的平方與自身的和大於零的負數，即{\displaystyle {{-{169}}+{{\left({{{-{1}}+{6}}+{9}}\right)}^{2}}}=27}。前一個為-178，後一個為-168（OEIS數列A328933）。